# Depot von Opolany
Das Depot von Opolany (auch Hortfund von Opolany) ist ein Depotfund der frühbronzezeitlichen Aunjetitzer Kultur aus Opolany im Středočeský kraj, Tschechien. Es datiert in die Zeit zwischen 2000 und 1800 v. Chr. Der noch erhaltene Teil des Depots befindet sich heute im Museum von Poděbrady.

## Fundgeschichte
Das Depot wurde 1984 am südwestlichen Ortsrand von Opolany bei einer Feldbegehung entdeckt. Die Fundstelle befindet sich am Nordrand der Niederung des Flusses Cidlina.

## Zusammensetzung
Das Depot ist nur unvollständig erhalten. Gefunden wurde nur eine zungenförmige Zierplatte (Falere) aus 1–2 mm dickem Bronzeblech. Die Oberseite weist eine Verzierung aus Ritzungen und Kerben auf. Etwa in der Mitte der Scheibe befinden sich zwei Nietlöcher. Die Nieten hatten ursprünglich eine Unterlage aus organischem Material mit eingeschlossen. Die Scheibe hat eine Länge von 50 mm und eine Breite von 15 mm. Auf der Unterseite der Scheibe sind in der Patina deutlich Abdrücke von zwei kreisförmigen Gegenständen (wahrscheinlich Halsringe) zu erkennen. Dies belegt, dass sie ursprünglich mit mehreren anderen Gegenständen zusammen gelegen hatte und wahrscheinlich verlagert wurde.